# Mariaan de Swardt
Mariaan de Swardt (Johannesburg, 18 marzo 1971) è un'ex tennista sudafricana.

## Biografia
Tennista specializzata nel doppio, ha vinto quattro titoli nel doppio femminile, due nel doppio misto e uno in singolare.
Ha partecipato alle Olimpiadi di Barcellona e Atlanta raggiungendo come miglior risultato i quarti di finale nel 1992 in doppio, mentre in singolare si è fermata al secondo turno.
Nei tornei dello Slam è arrivata in finale a Wimbledon 1999 insieme a Olena Tatarkova mentre ha conquistato due titoli nel doppio misto
In Fed Cup ha giocato trentasette match con la squadra sudafricana vincendone ventisette.
Si è ritirata nel 2001; attualmente commenta telecronache di tennis su tv sudafricane e sul canale Eurosport. Si batte spesso per i diritti degli animali.

## Statistiche

### Singolare

#### Vittorie (1)
| Legenda: Prima del 2009 | Legenda: Dal 2009     |
| ----------------------- | --------------------- |
| Grande Slam (0)         |                       |
| WTA Championships (0)   |                       |
| Tier I (0)              | Premier Mandatory (0) |
| Tier II (0)             | Premier 5 (0)         |
| Tier III (1)            | Premier (0)           |
| Tier IV & V (0)         | International (0)     |

| No. | Data           | Torneo             | Superficie | Avversaria in finale | Punteggio     |
| 1.  | 16 agosto 1998 | Boston Cup, Boston | Cemento    | Barbara Schett       | 3–6, 7–6, 7–5 |

### Doppio

#### Vittorie (4)
| Legenda: Prima del 2009 | Legenda: Dal 2009     |
| ----------------------- | --------------------- |
| Grande Slam (0)         |                       |
| WTA Championships (0)   |                       |
| Tier I (0)              | Premier Mandatory (0) |
| Tier II (1)             | Premier 5 (0)         |
| Tier III (0)            | Premier (0)           |
| Tier IV & V (3)         | International (0)     |

| No. | Data            | Torneo                                        | Superficie  | Compagna          | Avversarie in finale                   | Punteggio |
| 1.  | 20 maggio 1995  | British Hard Court Championships, Bournemouth | Terra rossa | Ruxandra Dragomir | Kerry-Anne Guse Patricia Hy            | 6–3, 6–5  |
| 2.  | 19 maggio 1996  | British Hard Court Championships, Cardiff (2) | Terra rossa | Katrina Adams     | Els Callens Laurence Courtois          | 6–0, 6–4  |
| 3.  | 20 giugno 1998  | AEGON International, Eastbourne               | Erba        | Jana Novotná      | Arantxa Sánchez Vicario Nataša Zvereva | 6–1, 6–3  |
| 4.  | 16 gennaio 1999 | Moorilla Hobart International, Hobart         | Cemento     | Olena Tatarkova   | Alexia Dechaume-Balleret Émilie Loit   | 6–1, 6–2  |

### Risultati in progressione
| Sigla | Risultato               |
| ----- | ----------------------- |
| V     | Vincitore               |
| F     | Finalista               |
| SF    | Semifinalista           |
| O     | Oro olimpico            |
| A     | Argento olimpico        |
| SF    | Bronzo olimpico         |
| QF    | Quarti di Finale        |
| 4T    | Quarto turno            |
| 3T    | Terzo turno             |
| 2T    | Secondo turno           |
| 1T    | Primo turno             |
| RR    | Round Robin             |
| LQ    | Turno di qualificazione |
| A     | Assente                 |
| ND    | Non disputato           |

| Legenda superfici    |
| -------------------- |
| Cemento              |
| Terra battuta        |
| Erba                 |
| Superficie variabile |

#### Singolare nei tornei del Grande Slam
| Torneo          | 1988 | 1989 | 1990 | 1991 | 1992 | 1993 | 1994 | 1995 | 1996 | 1997 | 1998 | 1999 | 2000 | 2001 |
| --------------- | ---- | ---- | ---- | ---- | ---- | ---- | ---- | ---- | ---- | ---- | ---- | ---- | ---- | ---- |
| Australian Open | A    | A    | A    | A    | A    | A    | A    | 1T   | 1T   | A    | A    | 1T   | A    | A    |
| Open di Francia | A    | A    | A    | 2T   | 2T   | A    | A    | 2T   | 1T   | A    | 1T   | 3T   | 1T   | A    |
| Wimbledon       | A    | A    | A    | 2T   | 3T   | A    | A    | 4T   | 1T   | A    | 3T   | 2T   | 1T   | A    |
| US Open         | A    | A    | A    | 2T   | 1T   | A    | 3T   | 1T   | 2T   | A    | 2T   | 2T   | A    | A    |

#### Doppio nei tornei del Grande Slam
| Torneo          | 1988 | 1989 | 1990 | 1991 | 1992 | 1993 | 1994 | 1995 | 1996 | 1997 | 1998 | 1999 | 2000 | 2001 |
| --------------- | ---- | ---- | ---- | ---- | ---- | ---- | ---- | ---- | ---- | ---- | ---- | ---- | ---- | ---- |
| Australian Open | A    | A    | A    | A    | A    | A    | A    | 2T   | 3T   | A    | 1T   | 3T   | A    | A    |
| Open di Francia | 1T   | A    | A    | A    | 2T   | A    | 2T   | 1T   | QF   | 1T   | 3T   | 1T   | 3T   | A    |
| Wimbledon       | A    | A    | A    | A    | 3T   | A    | 1T   | 2T   | QF   | 1T   | SF   | F    | A    | A    |
| US Open         | A    | A    | A    | A    | 3T   | QF   | 2T   | 1T   | 2T   | 2T   | 3T   | 1T   | 1T   | A    |

#### Doppio misto nei tornei del Grande Slam
| Torneo          | 1988 | 1989 | 1990 | 1991 | 1992 | 1993 | 1994 | 1995 | 1996 | 1997 | 1998 | 1999 | 2000 | 2001 |
| --------------- | ---- | ---- | ---- | ---- | ---- | ---- | ---- | ---- | ---- | ---- | ---- | ---- | ---- | ---- |
| Australian Open | A    | A    | A    | A    | A    | A    | A    | A    | A    | A    | A    | V    | A    | A    |
| Open di Francia | A    | A    | A    | A    | A    | A    | 1T   | A    | A    | 1T   | 2T   | QF   | V    | A    |
| Wimbledon       | A    | A    | 3T   | A    | 1T   | A    | 1T   | A    | 1T   | SF   | 1T   | 2T   | 3T   | A    |
| US Open         | A    | A    | A    | A    | A    | A    | A    | A    | A    | A    | A    | A    | A    | A    |